# Grand Prix de Buffalo
Le Grand Prix de Buffalo était une course de vitesse sur piste créée en 1902 au vélodrome Buffalo rénové cette année-là. Comme le Grand Prix de Paris et le Grand Prix de l'UVF, il a souvent été gagné par le meilleur sprinteur de la saison,.
À partir de 1909, il se court  en parallèle, un Grand Prix de Buffalo de demi-fond derrière tandems puis derrière motos.
Interrompu pendant la Première Guerre mondiale, il reprend en 1922 sur la nouvelle piste de Buffalo. À côté du Grand Prix de vitesse et celui de demi-fond, il y eut des Grands Prix, disputés en match-omnium (1926,1928) et même à l'américaine (1929, 1931).

## Palmarès

### Vitesse
| Année | Vainqueur            | Deuxième             | Troisième          |
| ----- | -------------------- | -------------------- | ------------------ |
| 1902  | Paul Bourotte        | Henry Mayer          | Harrie Meyers      |
| 1903  | Thorvald Ellegaard   | Harrie Meyers        | Henri Mayer        |
| 1904  | Thorvald Ellegaard   | Walter Rütt          | Henri Mayer        |
| 1905  | Gabriel Poulain      | Émile Friol          | Edmond Jacquelin   |
| 1906  | Frank Kramer         | Charles Van Den Born | Oscar Schwab (en)  |
| 1907, | Charles Van Den Born | Gabriel Poulain      | Thorvald Ellegaard |
| 1908, | Thorvald Ellegaard   | Walter Rütt          | Gabriel Poulain    |
| 1909  | Victor Dupré         | Walter Rütt          | Henri Mayer        |
| 1910  | Émile Friol          | Guus Schilling       | Julien Pouchois    |
| 1911  | Léon Hourlier        | Cesare Moretti       | Julien Pouchois    |
| 1912, | Thorvald Ellegaard   | Victor Dupré         | Ernest Védrine     |
| 1913, | Léon Hourlier        | Émile Friol          | Julien Pouchois    |
| 1914, | Victor Dupré         | Amedeo Polledri      | Charles Meurger    |
|       | —                    | —                    | —                  |
| 1922  | Robert Spears        | Maurice Schilles     | Lucien Louet       |
| 1923, | Piet Moeskops        | Gabriel Poulain      | Lucien Michard     |
| 1924  | Lucien Michard       | Gabriel Poulain      | Lucien Faucheux    |
| 1925, | Ernest Kauffmann     | Lucien Michard       | Aloïs De Graeve    |
| 1926  | Lucien Michard       | Lucien Faucheux      | Leene[Lequel ?]    |
| 1927  | Lucien Faucheux      | Lucien Michard       | Maurice Schilles   |
| 1928  | Lucien Michard       | Paul Oszmella        | Gerard Leene       |
| 1929  | —                    | —                    | —                  |
| 1930  | —                    | —                    | —                  |
| 1931  | Willy Falck Hansen   | Ernest Kauffmann     | —                  |
| 1932  | Chennevières         | Maurice Perrin       | Driessen           |
|       | —                    | —                    | —                  |
| 1949  | Georges Senfftleben  | Henri Sensever       | —                  |

### Petit Prix de Buffalo
réservé aux battus des demi-finales du Grand Prix.
| Année | Vainqueur          | Deuxième        | Troisième  |
| ----- | ------------------ | --------------- | ---------- |
| 1912  | Amedeo Polledri    | Jean Morel      | Rudi-Russe |
| 1913  | Thorvald Ellegaard | Amedeo Polledri | Martin     |
|       | —                  | —               | —          |

### Grand Prix de Buffalo de demi-fond
| Année | Vainqueur         | Deuxième            | Troisième           |
| ----- | ----------------- | ------------------- | ------------------- |
| 1909  | Robert Seigneur   | Octave Lapize       | Émile Bouhours      |
| 1910  | Jules Miquel      | Charlot             | Woody Headspeth     |
| 1911  | Pétard            | Émile Bouhours      | Rudolph             |
|       | —                 | —                   | —                   |
| 1922  | Léon Vanderstuyft | Émile Aerts         | Paul Suter          |
|       | —                 | —                   |                     |
| 1924  | Jules Miquel      | Daniel Lavalade     | Léon Parisot        |
| 1925  | Erich Möller      | Leopoldo Torricelli | Georges Paillard    |
| 1926  | Victor Linart     | Henri Bréau         | Leopoldo Torricelli |
| 1928  | Adelin Benoît     | Victor Linart       | Henri Sausin        |
| 1931  | Georges Paillard  | Victor Linart       | Charles Lacquehay   |
| 1932, | Charles Lacquehay | Auguste Wambst      | Robert Grassin      |
| 1933  | Charles Lacquehay | René Brossy         | Georges Paillard    |
| 1934, | Auguste Wambst    | Henri Bréau         | Erich Metze         |
| 1935  | Charles Lacquehay | Georges Paillard    | Auguste Wambst      |
| 1935  | André Raynaud     | Paul Krewer         | Georges Ronsse      |
| 1936, | Georges Wambst    | Alexis Blanc-Garin  | Henri Lemoine       |
| 1937  | Charles Lacquehay | Auguste Wambst      | Erich Metze         |
| 1938, | Georges Paillard  | Auguste Wambst      | Henri Lemoine       |

### Autres formats
| Année                      | Vainqueur                                     | Deuxième                                     | Troisième                                     |
| -------------------------- | --------------------------------------------- | -------------------------------------------- | --------------------------------------------- |
| 1925 (derrière tandems)    | Henri Pélissier                               | Achille Souchard                             | Maurice Brocco                                |
| 1926 (match-omnium)        | Costante Girardengo                           | Charles Deruyter                             | Armand Blanchonnet                            |
| 1927 (derrière triplettes) | Costante Girardengo                           | Armand Blanchonnet                           | Charles Lacquehay                             |
| 1928 (match-omnium)        | Armand Blanchonnet                            | Wambst [Lequel ?]                            | Charles Lacquehay                             |
| 1929 (américaine)          | Maes Muller                                   | André Mouton Joseph Peyrode                  | Lucien Choury Louis Fabre                     |
|                            | —                                             | —                                            | —                                             |
| 1931 (américaine)          | Lucien Choury Louis Fabre                     | Armand Blanchonnet Wambst [Lequel ?]         | Georges Coupry Maurice Cordier                |
| 1932 (américaine)          | André Leducq Ferdinand Le Drogo André Godinat | André Raynaud Octave Dayen Gabriel Marcillac | Georges Coupry Michel Pecqueux Georges Faudet |